# Eukoenenia madeirae
Espèce
Eukoenenia madeirae est une espèce de palpigrades de la famille des Eukoeneniidae.

## Distribution
Cette espèce est endémique de Madère au Portugal. Elle se rencontre dans les grottes Grutas do Cavalum à Machico.

## Description
Les mâles mesurent de 1,14 à 1,42 mm et les femelles de 1,22 à 1,42 mm.

## Étymologie
Son nom d'espèce lui a été donné en référence au lieu de sa découverte, Madère.

## Publication originale
- Strinati & Condé, 1995 : Grottes et Palpigrades de Madère. Mémoires de Biospéologie, vol. 22, p. 161-168.